# Hugo Despenser el Viejo
Hugo Despenser (1 de marzo de 1261 - Bristol, 27 de octubre de 1326), a veces mencionado como "Despenser el Viejo", fue durante un tiempo el principal asesor del rey Eduardo II de Inglaterra.
Era el hijo de Hugo Despencer, primer barón Despencer (o Despenser), y de Aline Basset, hija única y heredera de Philip Basset. Su padre murió en la batalla de Evesham cuando Hugo era solo un niño, pero el patrimonio de Hugo fue salvado gracias a la influencia de su abuelo materno (que había sido leal al rey).
Se casó con Isabel de Beauchamp, hija de William de Beauchamp, IX conde de Warwick y Maud FitzJohn. Sirvió al rey Eduardo I en numerosas ocasiones en batalla y en la diplomacia y fue nombrado barón por decreto del Parlamento en 1295.  Su hijo, Hugo Despenser el Joven, se convirtió en favorito de Eduardo II, en lo que se ha creído en gran medida que era una relación homosexual. Hugo el Viejo era leal a su hijo y al rey, lo que preocupaba a los barones. Hasta esa época, el cargo más alto era justicia de los bosques.
Fue uno de los pocos barones que permaneció leal a Eduardo durante la controversia en relación con Piers Gaveston. Despenser se convirtió en leal servidor de Eduardo y administrador jefe después de que se ejecutara a Gaveston en 1312, pero los celos de otros barones —y, lo más importante, su propia corrupción y comportamiento injusto— llevó a que se le exiliara junto con su hijo Hugo Despenser el Joven en 1321, cuando Edmundo de Woodstock, primer conde de Kent, lo reemplazó como Guardián de las Cinco Puertas. 
Eduardo encontró difícil manejarse sin ellos, y los llamó de nuevo a Inglaterra un año después, una acción que enojó a la reina, Isabel, más aún cuando se nombró a Despenser conde de Winchester en 1322.
Hugo y su esposa Isabel tuvieron dos hijas, Aline (h. - 1353) e Isabel (f. 1334). Isabel se casó, en segundas nupcias, con John Hastings, primer barón Hastings, y tuvieron descendencia. 

## Fallecimiento
Cuando Isabel, la reina de Inglaterra, y su amante, Roger Mortimer, primer conde de March, lideró una rebelión contra su esposo Eduardo, capturaron a ambos Despenser—primero el Viejo, más tarde el Joven. La reina Isabel intercedió por Hugo el Viejo, pero sus enemigos, principalmente Roger Mortimer y Henry, conde de Lancaster, insistieron en que tanto el padre como el hijo se enfrentaran a un juicio y a su posterior ejecución.
Despenser el Viejo, fue colgado inmediatamente en su armadura en Bristol el 27 de octubre de 1326. Luego fue decapitado y su cuerpo cortado en trozos que se echaron a los perros. Su cabeza fue enviada para que se mostrara públicamente en Winchester, que había apoyado al rey.